# Гавдос (дим)
Гавдос (греч. Δήμος Γαύδου) — община (дим) в Греции в периферийной единице Ханья в периферии Крит. Включает острова Гавдос и Гавдопула в Ливийском море. Население 152 жителя по переписи 2011 года. Площадь 32,424 квадратного километра. Плотность 4,69 человека на квадратный километр. Административный центр — Кастрион. Димархом на местных выборах 2014 года избрана Эвангелия Калинику (Ευαγγελία Καλλίνικου).
Сообщество Гавдос создано в январе 1925 года. В июне 2010 года признано как община (дим).

## Административное деление
В общину Гавдос входят пять населённых пунктов и остров Гавдопула.
| Населённый пункт   | Население (2011), человек |
| ------------------ | ------------------------- |
| Амбелос            | 10                        |
| Вациана            | 31                        |
| Гавдопула (остров) | 0                         |
| Караве             | 21                        |
| Кастрион           | 37                        |
| Фокия              | 53                        |

## Население
| Год  | Население, человек |
| ---- | ------------------ |
| 1991 | 77                 |
| 2001 | 81                 |
| 2011 | ↗ 152              |